# Gobernación de Gaza del Norte
La Gobernación de Gaza del Norte (en árabe : محافظة شمال غزة) es una de las dieciséis gobernaciones del Estado de Palestina. Ubicada en la Franja de Gaza, posee 61 km² y no dispone de espacio aéreo ni de aguas territoriales a pesar de lindar al oeste con el mar Mediterráneo. Según la Oficina Central Palestina de Estadísticas, la Gobernación tenía una población de 270.245 (7,2% de la población palestina) con 40.262 hogares a mediados del año 2007. Abarca tres municipios, dos distritos rurales y un campo de refugiados.
Tiene cinco escaños en el Consejo Legislativo Palestino, en 2006 fueron todos ganados por miembros de Hamás. 